# Sándor Sára
Sándor Sára (ur. 28 listopada 1933 w Turze, zm. 22 września 2019 w Budapeszcie) – węgierski operator i reżyser filmowy.

## Życiorys
Twórca filmów eksperymentalnych, głównie dokumentalnych (m.in. Cigányok 1962, Vizkereszt 1967, Pro Patria 1970, Babolna 1985), a także fabularnych, m.in. historycznych (80 Huzarów 1978). Stworzył zdjęcia do wielu filmów fabularnych, w większości krótko- i średniometrażowych, a także do pełnometrażowej produkcji Sindbad (1971) Zoltána Huszárika.